# Margit Siwertz

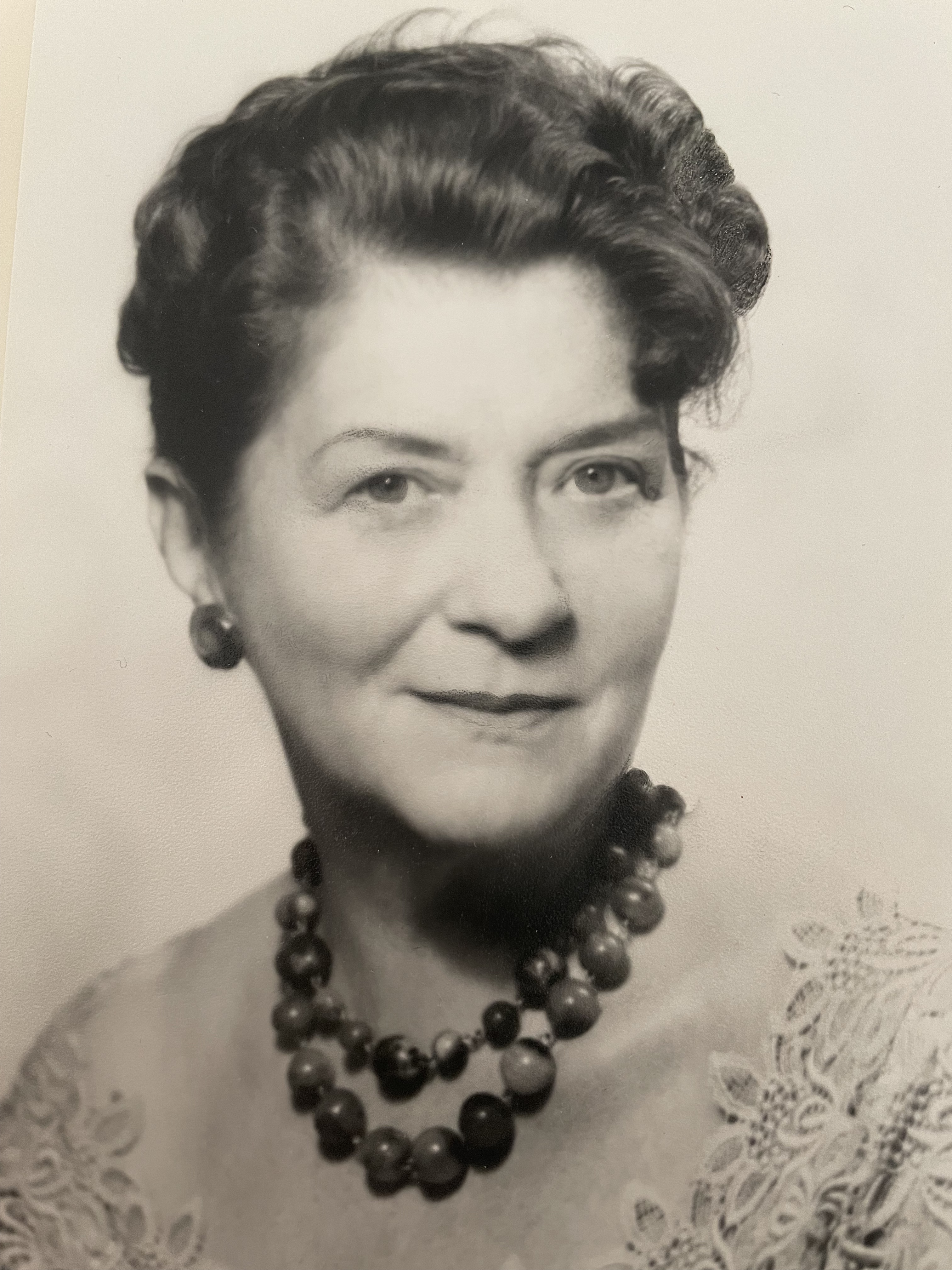
Porträtt av Margit Siwertz

Margit Maria Siwertz, född Strömberg 27 augusti 1900 i Norrköping, död 10 juni 1971 i Engelbrekts församling, Stockholm, var en svensk journalist. Hon var gift med Sigfrid Siwertz.
Siwertz var medarbetare i Norrköpings tidningar 1918-1919; hon kom därefter att skriva för tidningen Scenen 1919-1926 och Stockholms Dagblad 1926-1928. Hon gifte sig med Sigfrid Siwertz 1929; samma år blev hon redaktör vid Vecko-Journalen där hon medverkade fram till 1946. Hon valdes in som ledamot i Publicistiska klubben 1946. Därefter verksam inom Sällskapet Nya Idun och SvD.

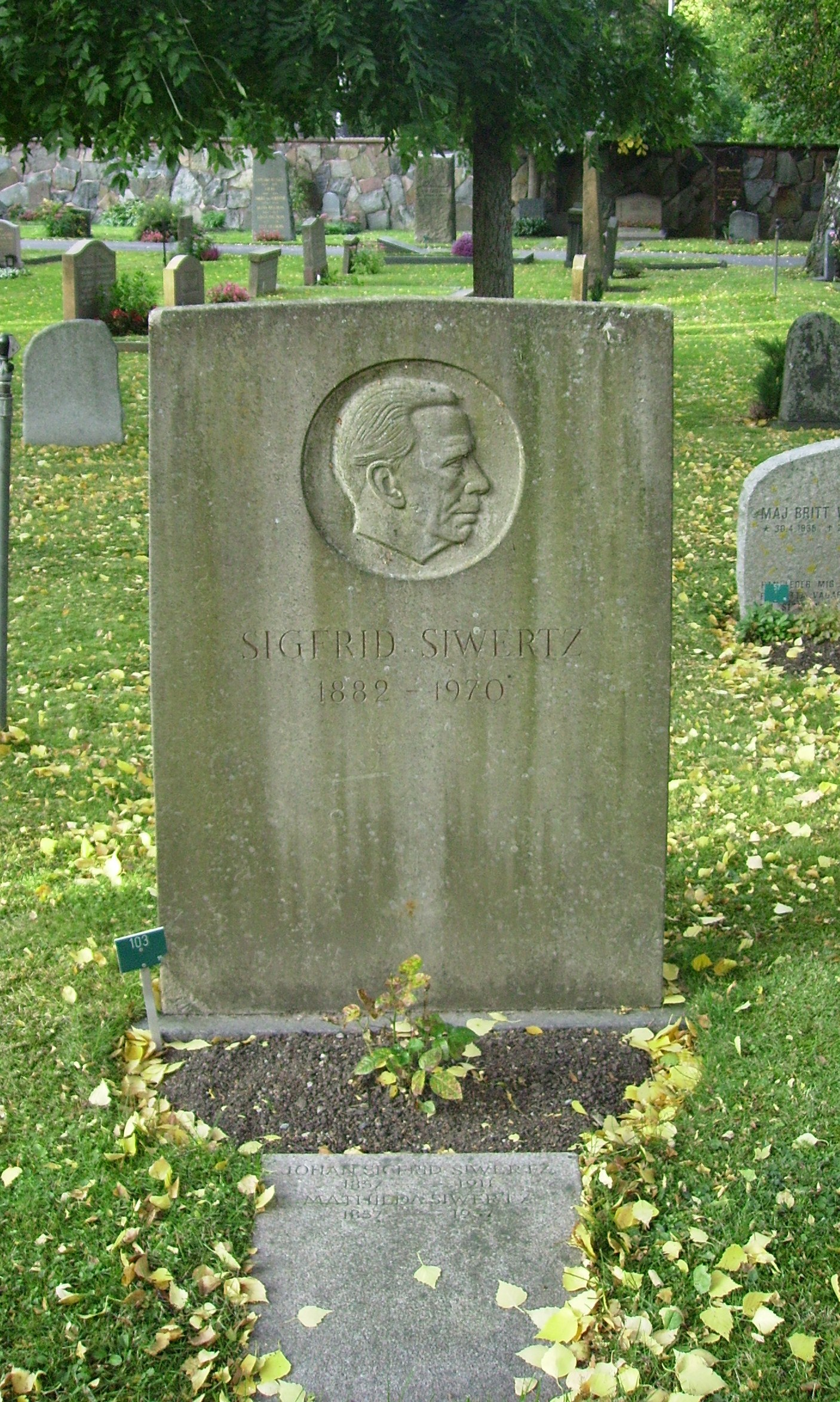
gravvård på Solna kyrkogård.